# Dezitijati
Dezitijati (latinsko: Daesitiates), ilirsko pleme, ki je v antiki naseljevalo dele sedanje osrednje Bosne. Dezitijati so skupaj z Mezeji iz severozahodne Bosne, Brevki z ozemlja med Savo in Dravo, Dicioni iz zahodne Bosne in nekaj drugimi plemeni tvorili etnično skupino z imenom Panonci. Pomembni so bili zlasti od konca 4. stoletja pr. n. št. do začetka  3. stoletja n. št.. Opise njihovega načina življenja je mogoče najti v pisnih virih, pa tudi v bogatih najdbah, ki so jih našli med arheološkimi izkopavanji. Njihovo ime se pojavlja v številnih napisih iz rimskega obdobja. Pripadali so avtohtoni srednjebosanski kulturni skupnosti. 
Znanstveno zanimanje zanje se je začelo v 19. stoletju z raziskavami predvsem na področju Gornje Bosne. Do sedaj zbrani podatki niso dali odgovorov na številna odprta vprašanja in ne zadoščajo za njihovo popolno analizo. Nesporno je, da so bili ena od glavnih komponent ilirske etnološko-kulturne skupnosti, ki je naseljevala ozemlje od Jadranskega morja na jugu do Donave na severu, še posebno ker so živeli v samem središču ilirskega sveta. 

## Etimologija
Etimologija njihovega imena še vedno ni jasna. Ime bi jezikovno in vsebinsko lahko bilo povezano z besedo dasa – lep moški, ki se pogovorno uporablja v južnoslovanskih jezikih, in albansko besedo dash, ki pomeni ovna. Slednja beseda bi se lahko navezovala na ovčerejo, ki je bila ena od njihovih glavnih gospodarskih dejavnosti, hkrati pa ima pridih bojevitosti. Podobna analogija obstoja tudi pri albanološkem pristopu pojasnjevanja imena Dalmati (Delmatae). Njihovo ime naj bi bilo sorodno z albansko besedo delme – ovca. 
Možne etimologije ilirskih besed je vsekakor treba iskati tudi v grščini in latinščini, prevladujočih jezikih tistega časa. V grškem jeziku sta z Dezitijati morda povezani besedi dasos - gozd in deisi - molitev. Najbolj podobni latinski besedi sta desido – nastaniti ali naseliti se in  desitus (množina desino), ki pomeni zapustiti. Pri iskanju latinske etimologije imena Dezitijati je treba ugotoviti, ali je ta ali podoben naziv omenjen še preden je lahko latinski jezik kakorkoli vplival na ilirski jezik, se pravi pred obširnimi stiki med Rimljani in Iliri. 

## Značilnosti
Do sedaj je evidentirano veliko število ruševin, vasi in drugih naselij, v katerih so skoraj zagotovo prebivali Dezitijati in njihovi romanizirani potomci. Nekatere od njih so delno raziskane. Odkrite nekropole, grobne konstrukcije in posamezni grobi skupaj z drugimi materialnimi dokazi pričajo o visoki duhovni kulturi dezitijatskih skupnosti. Najpomembnejša in do sedaj največja odkrita dezitijatska nekropola je v Kamenjači pri Brezi v osrednji Bosni in Hercegovini. 
Sodeč po materialnih ostankih je bilo duhovno življenje dezitijatskih skupnosti zapleteno. Verjetno so imeli tudi posebne svete prostore. Osrednje kulturne skupine so bile skupaj s sosednjo glasinsko kulturo središče nastanka in razvoja avtohtonega zahodnobalkanskega geometrijskega sloga.
Dezitijati so bili ves čas svojega obstoja naseljeni v Gornji Bosni in (verjetno) v dolini Lašve. Zaradi geografskih značilnosti njihovega ozemlja so bili od neolitika dalje večkrat središče kulturnega razvoja in most, ki je povezoval jadransko obalo in njeno dinarsko zaledje s panonskim bazenom in Podonavjem. Nedvomno so bili tudi eno od najvplivnejših plemen in političnih tvorb na zahodnem Balkanu, in imeli močan vpliv tudi na širših ilirskih ozemljih. Globoko so se vtisnili celo v zgodovinski spomin antičnega sveta, zato je njihovo zgodovinsko vlogo nekoliko laže orisati. 

## Poreklo in homogenizacija
Poreklo Dezitijatov je povezano s procesom indoevropizacije Balkana in Podonavja. Proces je trajal do pozne bronaste dobe in začetka železne dobe, ko je nastala in se izluščila srednjebosanska kulturna skupina. Svoj višek so dosegli na prelomu med 4. in 3. stoletjem pr. n. št.. V tem obdobju so dosegli zavidljiv kulturni razvoj, predvsem zaradi ugodnega geografskega položaja, kakovosti obdelovalnih površin in rudnega bogastva. Po nekaterih podatkih je njihova skupnost že imela preddržavne značilnosti in svoje institucije. 

## Spori z Rimom
Skoraj tristoletna neodvisnost Dezitijatov se je končala, ko je prvi rimski cesar Gaj Avgust Oktavijan začel osvajati zahodni Balkan in Podonavje. Ustanovil je provinco Ilirik, v kateri so imeli Dezitijati svojo pokrajino z notranjo avtonomijo in status svobodnih provincialnih podložnikov (civitas peregrini). Rimske oblasti domače prebivalstvo ni sprejelo, ker je imela zanje niz travmatičnih posledic. Naraščajoča nesoglasja so leta 6 prerasla v surovo triletno vojno, ki je bila za Rimljane najtežja po punskih vojnah. Vojno, ki je kmalu zajela širše ilirsko ozemlje, so verjetno sprožili prav Dezitijati pd vodstvom Batona I.. 
Vojna se je končala z ilirskim porazom. Rimljani so zagrešili več množičnih pokolov in uspeli spreti sicer složna ilirska plemena in jih razdeliti na več skupin. Brevke so administrativno razdelili na Oserijate, Kolapijane in Varcijane. Pripadnike drugih plemen so verjetno prodali kot sužnje ali preselili na druga ozemlja (Azale).
Dezitijati so vojno preživeli. Njihovo število se je sredi 1. stoletja povečalo na približno 20.000, njihov politični in kulturni razvoj pa je bil prekinjen in se je obrnil proti romanizaciji in urbanizaciji v sredozemskem slogu. Postali so drugorazredni državljani in počasi začeli izgubljati svojo politično in narodno zavest. Na prelomu med 2. in 3. stoletjem n. št. so se popolnoma asimilirali in izginili. 